# 三指馬鮁
三指馬鮁又名三趾四指馬鮁，是鰺形目馬鮁科四指馬鮁屬下的一個種。

## 命名
本魚的種小名的拉丁語字根意為「三」，意為「手指」，因胸鰭的游離絲鰭條有3枚而得名。

## 分布
本魚分布於西太平洋，僅見於泰國、馬來西亞及印尼西部，為熱帶海魚，適應遠洋到淺海、海水到半咸水的环境，分布於北緯14度至南緯8度、東經97度至東經130度之間。

## 形態
本魚為小型魚，最大體長為25公分，體形為紡錘形，切面呈扁平狀，背鰭硬棘9枚、軟條13-14枚，臀鰭硬棘3枚、軟條14-15枚，胸鰭遊離絲條3枚。犁骨兩側終生缺乏更替性的齒板，下顎齒板向兩側延伸9-10%。

## 經濟利用
本魚因體型太小而僅有低經濟價值。